# Den of Geek
Den of Geek és un lloc web amb seu als Estats Units i el Regne Unit que cobreix entreteniment amb un enfocament en la cultura pop. El sitio web también publica una revista semestral.

## Història
Den of Geek va ser fundat en 2007 per Simon Brew en Londres. En 2012, DoG Tech LLC va obtenir la llicència de Den of Geek per als mercats d'Amèrica del Nord i va obrir una oficina a la ciutat de Nova York. En 2017, Dennis Publishing va celebrar un acord d'empresa conjunta amb DoG Tech, LLC.
En 2019, Dennis Publishing va vendre la seva participació en Den of Geek World Limited a DoG Tech LLC.

## Lloc web
Den of Geek publica notícies, ressenyes, entrevistes i articles d'entreteniment. Den of Geek US està supervisat per l'editor en cap Mike Cecchini, mentre que l'edició britànica del lloc web està editada per Rosie Fletcher. Den of Geek també produeix contingut de vídeo.

## Publicació
Den of Geek va debutar amb la seva edició impresa a l'octubre de 2015 a la New York Comic Con. La revista es publica dues vegades a l'any i es distribueix localment a la Comic-Con de San Diego al juliol i a la de Nova York a l'octubre. L'edició impresa està editada per Chris Longo. En 2017, la revista també es va llançar al Regne Unit.
En 2017, es va publicar un llibre amb la marca Den of Geek, Movie Geek: The Den of Geek Guide to the Movieverse. Li va seguir el 2019 TV Geek: The Den of Geek Guide for the Netflix Generation.